# Code international pour la sûreté des navires et des installations portuaires

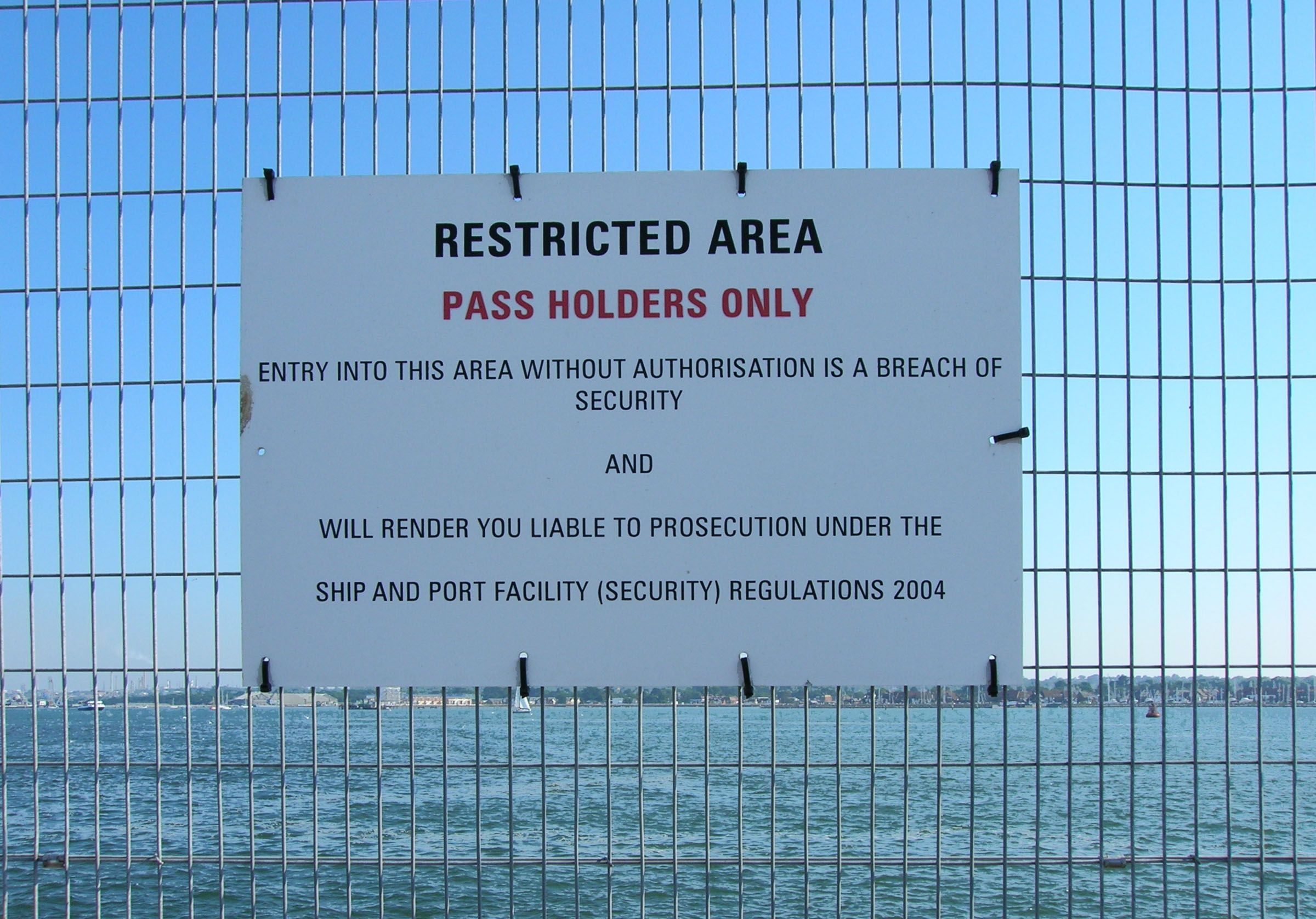
Panneau interdisant l'accès à une zone réservée.

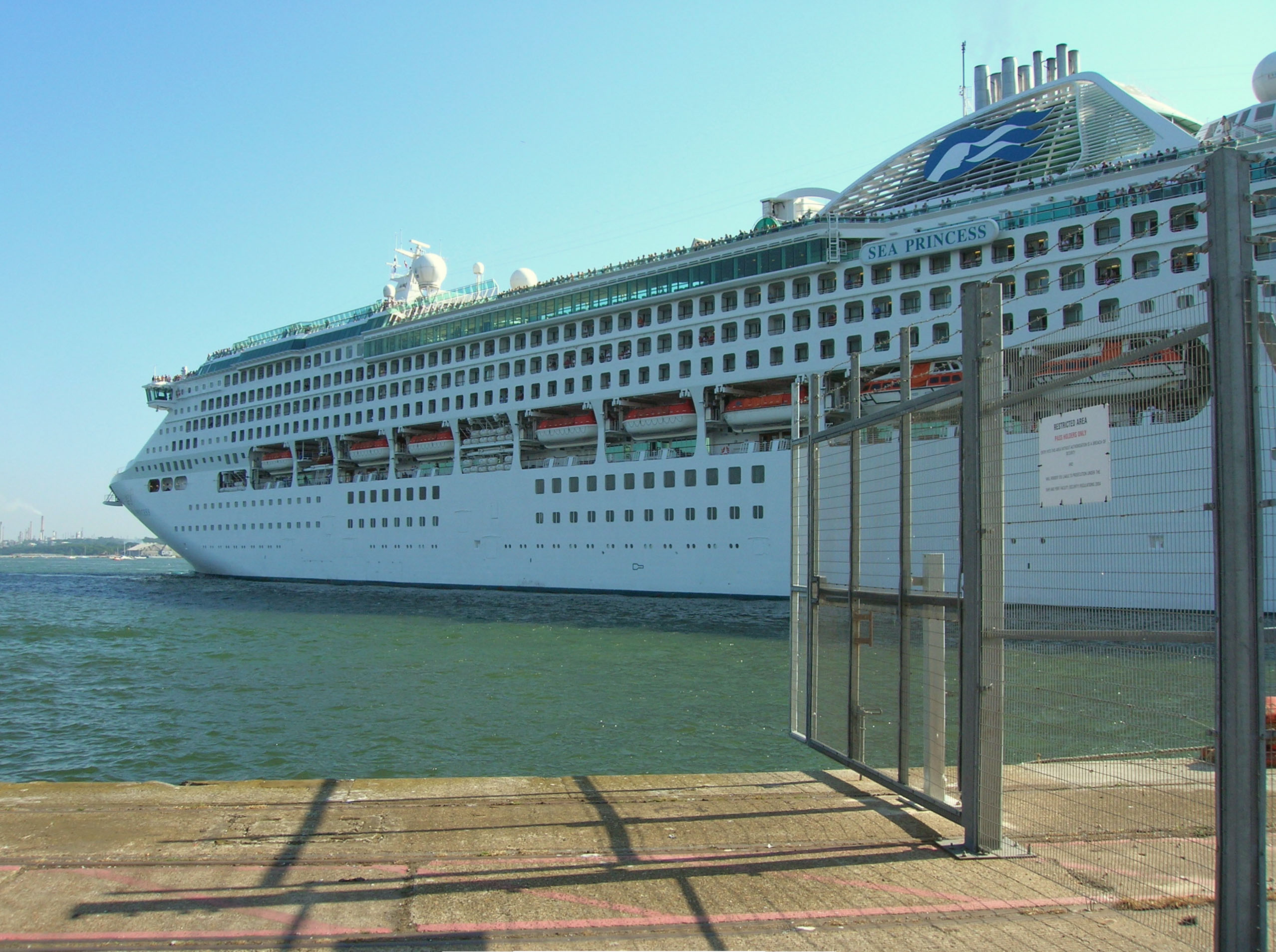
Le Sea Princess quitte Southampton ; les barrières délimitant une zone réservée sont visibles à droite

International Ship and Port Facility Security (ISPS), qui en français signifie « Code international pour la sûreté des navires et des installations portuaires », est un code en deux parties (A et B), qui a été adopté le 12 décembre 2002 par la résolution 2 de la Conférence des gouvernements contractants à la Convention internationale pour la sauvegarde de la vie humaine en mer (Solas), de 1974.

## Histoire
C'est à la suite des attentats du 11 septembre 2001que la volonté d'établir une procédure internationale sur la sûreté des installations portuaires et des navires apparaît. La prise en compte de la possibilité qu'un navire puisse être pris pour cible potentielle par des terroristes, que ce navire soit le but de l'attentat (paquebot, pétrolier, gazier, etc.) ou simplement le vecteur (le navire pris d'assaut serait volontairement dirigé vers une infrastructure terrestre ou maritime) mène les États-Unis à proposer la création du code ISPS à l'Organisation maritime internationale.

## Fonctionnement
Le code ISPS est en vigueur depuis juillet 2004 sur tous les navires. En France le certificat de sureté d'un navire est délivré par les inspecteurs des affaires maritimes ayant la qualification d'auditeur ISPS à l'issue d'un audit à bord du navire. Le plan de sûreté doit être défini par les infrastructures portuaires et par les navires. Ce plan recense les moyens de lutte ou de protection, les zones de rassemblement du personnel, les localisations des boutons d'alerte à distance du SSAS, le descriptif des actions relatives aux niveaux de sureté et de manière générale toute information utile dans le cas d'une situation de menace. C'est un document confidentiel.
Le navire et son interface (autre navire ou port) conviennent par la signature d'une déclaration de sûreté, des devoirs de chacun quant à la sûreté de l'ensemble (qui fait quoi quand et comment), les plans de sûreté doivent être validés par une autorité.
- Un agent de sûreté est désigné à bord de chaque navire. (Ship Security Officer ou SSO)
- Un agent de sûreté est désigné dans chaque compagnie propriétaire de navires. (Company Security Officer ou CSO)
- Un officier de sûreté est désigné dans chaque infrastructure portuaire. (Port Facility Security Officer ou PFSO)
- Des niveaux de sûreté sont définis (1,2 ou 3) le niveau 3 correspondant à un potentiel de menace grave
- Un navire en visite dans une infrastructure portuaire doit appliquer au minimum le niveau de sûreté de cette dernière
- Une infrastructure portuaire peut avoir un niveau général de sûreté inférieur à celui d'un navire, tout en appliquant des mesures adéquates pour la zone du navire de niveau de sûreté supérieur